# Biskupia Górka

Biskupia Górka na mapie Śródmieścia

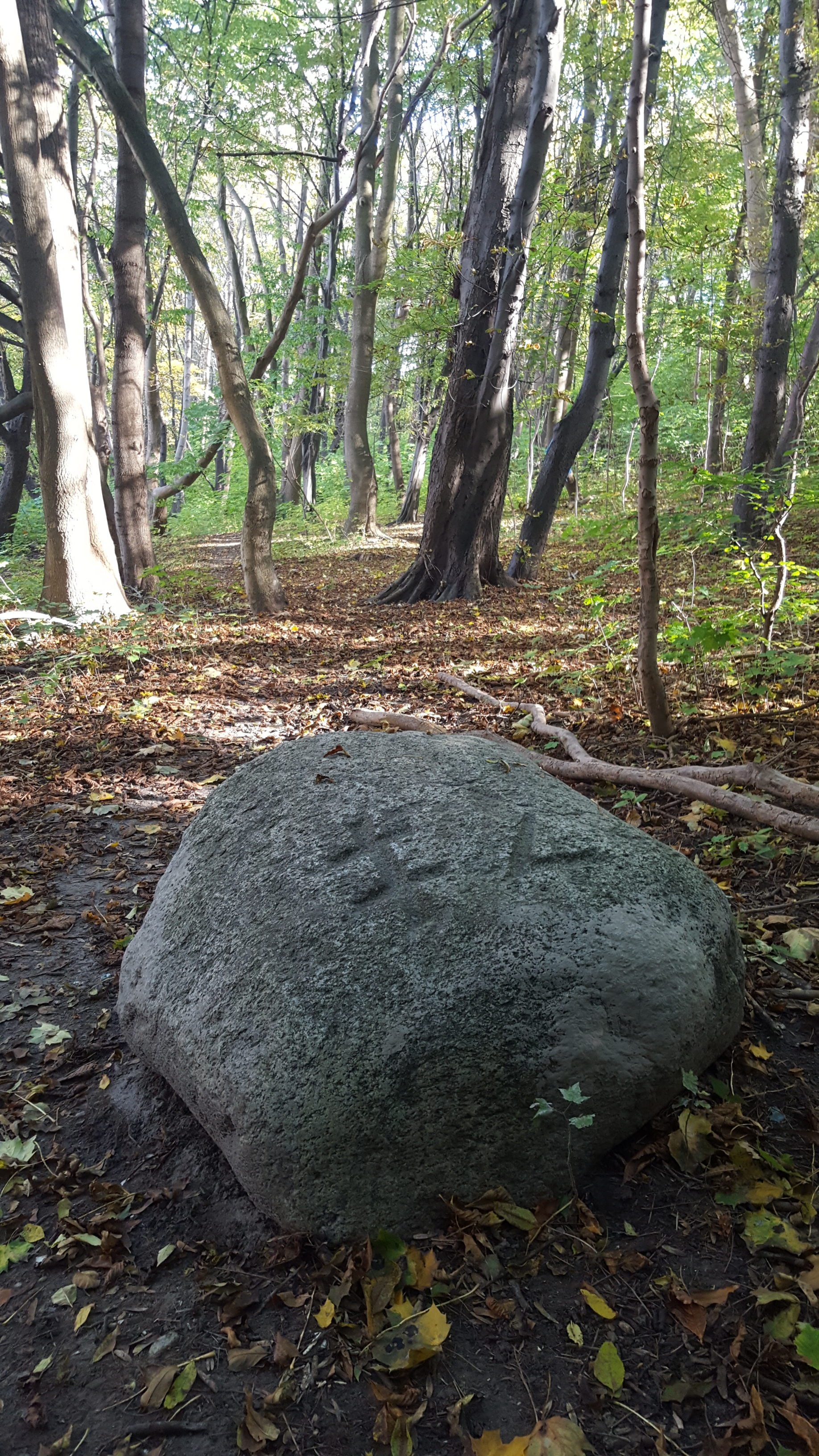
Średniowieczny kamień graniczny oddzielający tereny Gdańska i posiadłości biskupiej

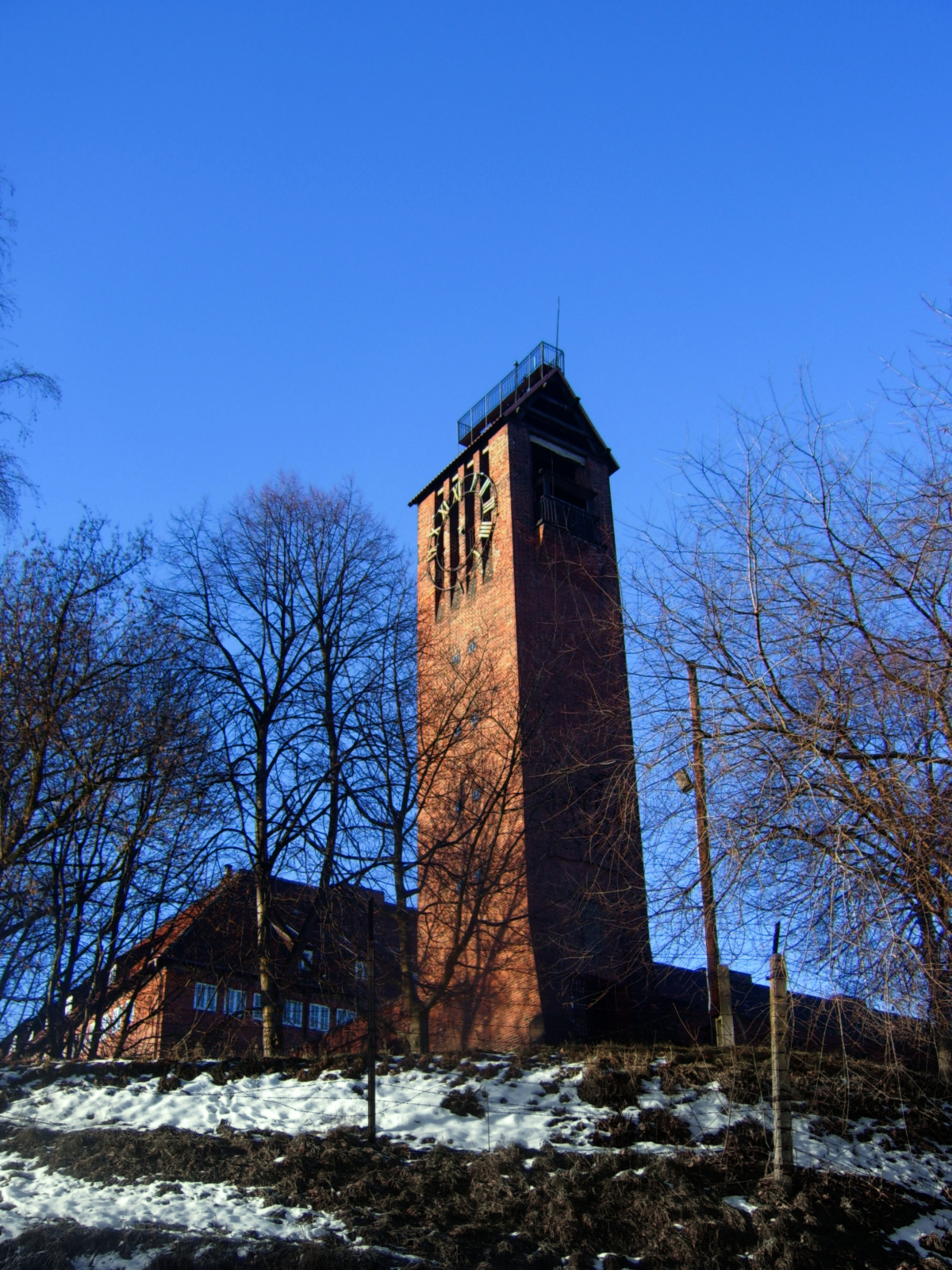
Wieża i fragment budynku dawnego hitlerowskiego schroniska młodzieżowego z 1939

Biskupia Górka (kaszb. Biskùpiô Góra, niem. Bischofsberg, dolnoniem. Beschofsbarg) – część miasta Gdańska i wzniesienie (60,8 m n.p.m.) z osiedlem, przez które przebiega granica dzielnic Śródmieście oraz Chełm.

## Nazwa
Dawne nazwy: Gorka (1277), Antiqua Gorka (1356), Mons Episcopalis (XVI, XVII wiek), Bischofsberg (XVI wiek, 1938), Biskopberg (1626).
28 marca 1949 r. ustalono urzędową polską nazwę miejscowości – Biskupia Górka, określając drugi przypadek jako Biskupiej Górki, a przymiotnik – górecki.

## Historia

### Posiadłość biskupia
W średniowieczu na Biskupiej Górce leżała osada „Górka”, później znana jako „Stara Górka”, co najmniej od 1277 (według niektórych autorów wcześniej, od 1124) stanowiąca własność biskupów kujawskich – kościelnych zwierzchników Pomorza Gdańskiego. Papież Eugeniusz III w swojej bulli wymienia własność biskupią Castrum Kdanc in Pomerania, mając prawdopodobnie na myśli Górkę. W osadzie znajdował się w XIV wieku dwór obronny, rezydencja urzędników biskupich: biskupa pomocniczego, archidiakona i oficjała pomorskiego oraz włodarza, który opiekował się dworem i okolicznymi majątkami biskupimi. Około 1380 biskup Zbylut Pałuka z Wąsosza w miejsce drewnianego dworu z 1356 r. zbudował podobny obiekt, ale już ceglany. Podczas „wojny głodowej” na polecenie wielkiego mistrza krzyżackiego Michała Küchmeistra zameczek ten został 2 sierpnia 1414 zburzony przez gdańszczan i więcej go nie odbudowano, a urzędnicy biskupi rezydowali odtąd w leżącym nieco dalej od miasta Chełmie.

### Biskupia Górka jako zagrożenie dla Gdańska
W następnych latach zdarzało się, że górujące nad Gdańskiem wzgórze obsadzały wrogie oddziały, które próbowały ostrzeliwać miasto. 1 września 1433 założyły na nim obóz wojska polskie, którymi dowodził kasztelan krakowski Mikołaj z Michałowa i Kurozwęk zw. Białucha, i sprzymierzone z nimi husyckie sierotki z Czech pod wodzą Jana Čapka z Sán. Doszło do wzajemnego ostrzeliwania, ale już po kilku dniach oddziały polsko-czeskie zrezygnowały z atakowania Gdańska i ruszyły na opactwo cystersów w Oliwie. Podczas wojny z zakonem krzyżackim w dniach 8–9 listopada 1520 ze wzgórza ostrzelały Gdańsk wspomagające Krzyżaków zaciężne oddziały niemieckie hrabiego von Eisenberga. W 1577 wojska królewskie Stefana Batorego, które obsadziły Biskupią Górkę w dniu 13 czerwca, zbudowały szaniec, na którym stanęły działa skierowane przeciwko Gdańskowi; nie odegrały one jednak większej roli, gdyż były za słabe, by zagrozić miastu.
Wieś duchowna, należąca do biskupstwa włocławskiego położona była w drugiej połowie XVI wieku w powiecie gdańskim województwa pomorskiego. 

### Biskupia Górka w systemie fortyfikacji Gdańska
Aby uniknąć takich sytuacji w przyszłości, władze Gdańska zdecydowały się włączyć wzgórze w system miejskich fortyfikacji. Jednocześnie aż do II rozbioru Polski stanowiło ono własność biskupów włocławskich, i z tego powodu wznoszone tu umocnienia nigdy nie były tak mocne i trwałe, jak te na terenie należącym do miasta. W latach 1626–1630 powstał na Biskupiej Górce szaniec, w 1634 wzmocniony palisadą i poszerzony. Było to tzw. dzieło koronowe, czyli zespół trzech ziemnych bastionów: Zbawiciela (niem. Bastion Salvator – nazwa od pobliskiego kościoła na Zaroślaku), Pośredni (niem. Bastion Mittel) i Ostroróg (niem. Bastion Scharfenort). Od północnego wschodu dzieło koronowe zostało dodatkowo osłonięte małym Bastionem Vigilance. Całości miało bronić około 750 żołnierzy, natomiast w czasie pokoju oddział wartowniczy liczył około 50 osób.
W 1639 w ramach prac przy umacnianiu bastionów Starego Przedmieścia, Adam Wijbe opracował specjalną kolejkę linową, napędzaną czterokonnym kieratem, z około 120 kubłami do transportu ziemi z piaskowni na zboczu Biskupiej Górki do miejsca prac fortyfikacyjnych na Bastionie św. Gertrudy (odległość w linii prostej wynosiła około 200 metrów, ale do pokonania pozostawały fosa, kanał Raduni i samo wzniesienie Biskupiej Górki). Lina z kubłami pełnymi opierała się na siedmiu podporach, lina z kubłami pustymi – na jednej. Kolejka linowa Wijbego była największą konstrukcją tego typu do XIX wieku, a zarazem pierwszą kolejką linową o wielu podporach.
W 1656 Biskupia Górka znalazła się w obrębie miasta Gdańska.
Około 1660 lewe czoło Bastionu Zbawiciela zostało przedłużone i dowiązane do fortyfikacji Zaroślaka i Bramy Oruńskiej. W 1698 ukończono na tyłach szańca budowę otwartej od strony miasta redity, zwanej Szańcem Szwedzkim. W latach 1706–1710 umocnienia Biskupiej Górki zostały przebudowane przez pochodzącego z Francji inżyniera kapitana Jeana Charpentiera w duchu systemu Vaubana. Dzieło koronowe uzupełniono szeroką fosą, przeciwstokiem (glacis), drogą krytą z placami broni, rawelinami między trzema głównymi bastionami oraz małymi lunetami. Bastiony Zbawiciela i Ostroróg zostały nieco cofnięte, przed Ostrorogiem powstało słoniczoło, uformowane z resztek pierwotnego bastionu.

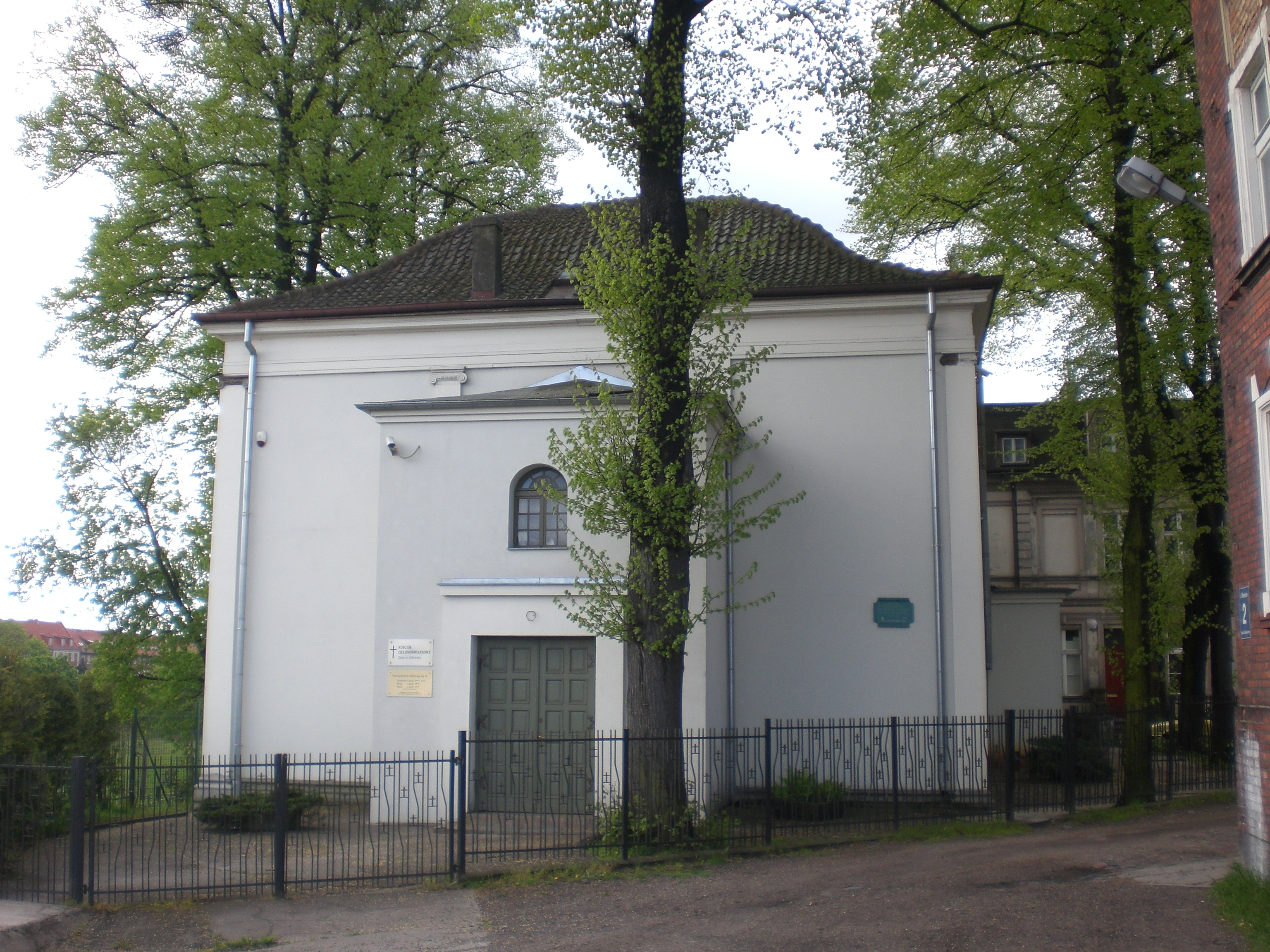
Zabytkowy zespół pomennonicki z 1818

Ukształtowanie przedpola, które w naturalny sposób utrudniało szturm i prowadzenie saperskich robót oblężniczych, sprawiło, że w czasie oblężenia Gdańska w 1734 przez wojska rosyjsko-saskie nie toczono bezpośrednich walk o Biskupią Górkę.
Pod koniec XVIII wieku, gdy leżący na przedpolu Chełm wchodził już w skład Królestwa Prus, umocnienia Biskupiej Górki częściowo utraciły gotowość bojową – około 1780 w Bastionie Ostroróg powstało obserwatorium astronomiczne Nataniela Mateusza Wolfa, później użytkowane przez Towarzystwo Przyrodnicze w Gdańsku.
Na przełomie lat 1806 i 1807, szykując się do konfrontacji z armią napoleońską Prusacy pośpiesznie odnawiali urządzenia obronne, zaopatrując szańce w palisady, poterny pod wałami, place broni i drewniano-ziemne blokhauzy. Nie odegrały one większej roli podczas oblężenia w 1807 przez wojska francusko-polskie, bowiem, podobnie jak w 1734, atak skierowany był przede wszystkim na sąsiednie Grodzisko.
W latach 1811–1813 w myśl zasad szkoły mezjerskiej Francuzi powiększyli znacznie rawelin między Ostrorogiem a Bastionem Pośrednim, w fosach dodali kojce, a przedpole wzmocnili wysuniętymi lunetami: przed Bastionem Pośrednim powstała Luneta Leclerca (później przez Niemców zwana Lunette Hünerbein), przed słoniczołem Ostroroga Luneta Cafarellego (niem. Lunette Knesebeck) i na północnym zboczu Luneta Delzous (niem. Kümmelschanze), z baterią mającą za zadanie flankowy ostrzał Bramy Siedleckiej. W 1813 Biskupia Górka była atakowana przez wojska rosyjskie i pruskie, w czasie walk uległo zniszczeniu m.in. obserwatorium astronomiczne w Bastionie Ostroróg.

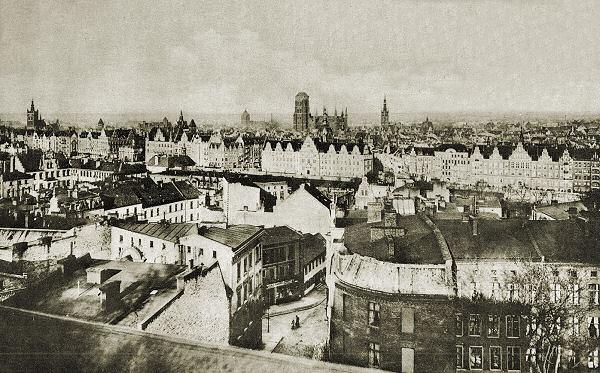
Zabudowa mieszkalna Biskupiej Górki, w tle Główne Miasto, ok. 1905

W latach 1828–1833 na miejscu dawnego Szańca Szwedzkiego Prusacy wybudowali murowaną redutę koszarową. Na wzór redity wybudowanej przez Francuzów na Grodzisku otrzymała ona bezpośrednie połączenie z miastem podziemnymi schodami, prowadzącymi do stóp wzniesienia i mostów na Kanale Raduni, a dalej do fosy przy Bastionie Wijbego na Starym Przedmieściu.
W drugiej połowie XIX wieku umocnienia dzieła koronowego uzupełniano licznymi sklepionymi schronami podziemnymi, magazynami broni i amunicji, poternami, chodnikami, budowano laboratoria, windy amunicyjne itp. W początkach XX wieku przystąpiono do upraszczania fortyfikacji Biskupiej Górki, zachowały się – niezrealizowane – plany ich przebudowy na fort poligonalny.
W 1884 pojawiła się pod samodzielną nazwą ulica Na Stoku (niem. Bischofsgasse); między 1920 a 1937 nazwa została zmieniona na Grenadiergasse. W 1884 została wydzielona ulica Salwator (niem. Salvatorgasse), z ulicy Czarne Morze (niem. Schwarzes Meer). Nazwa pochodziła od położonego przy niej cmentarza peterszawskiego kościoła św. Zbawiciela (niem. Salvatorkirche).

### Po 1919
Traktat wersalski, który nakazywał demilitaryzację Gdańska, oznaczał kres 300-letniego użytkowania Biskupiej Górki przez wojsko. Po 1919 wzgórze stanowiło jeden z ciekawszych terenów rekreacyjnych dla mieszkańców miasta. Część umocnień splantowano, przed fosą założono kilka placów sportowych, a w miejscu rawelinów powstały kolonie domów mieszkalnych. Przetrwały w dość dobrym stanie ziemne bastiony dzieła koronowego: Zbawiciela (południowy), Pośredni (zachodni) i Ostroróg (północny) oraz dawna Luneta Cafarellego, z tym, że z powodu obsadzenia drzewami stały się one mało czytelne w terenie.

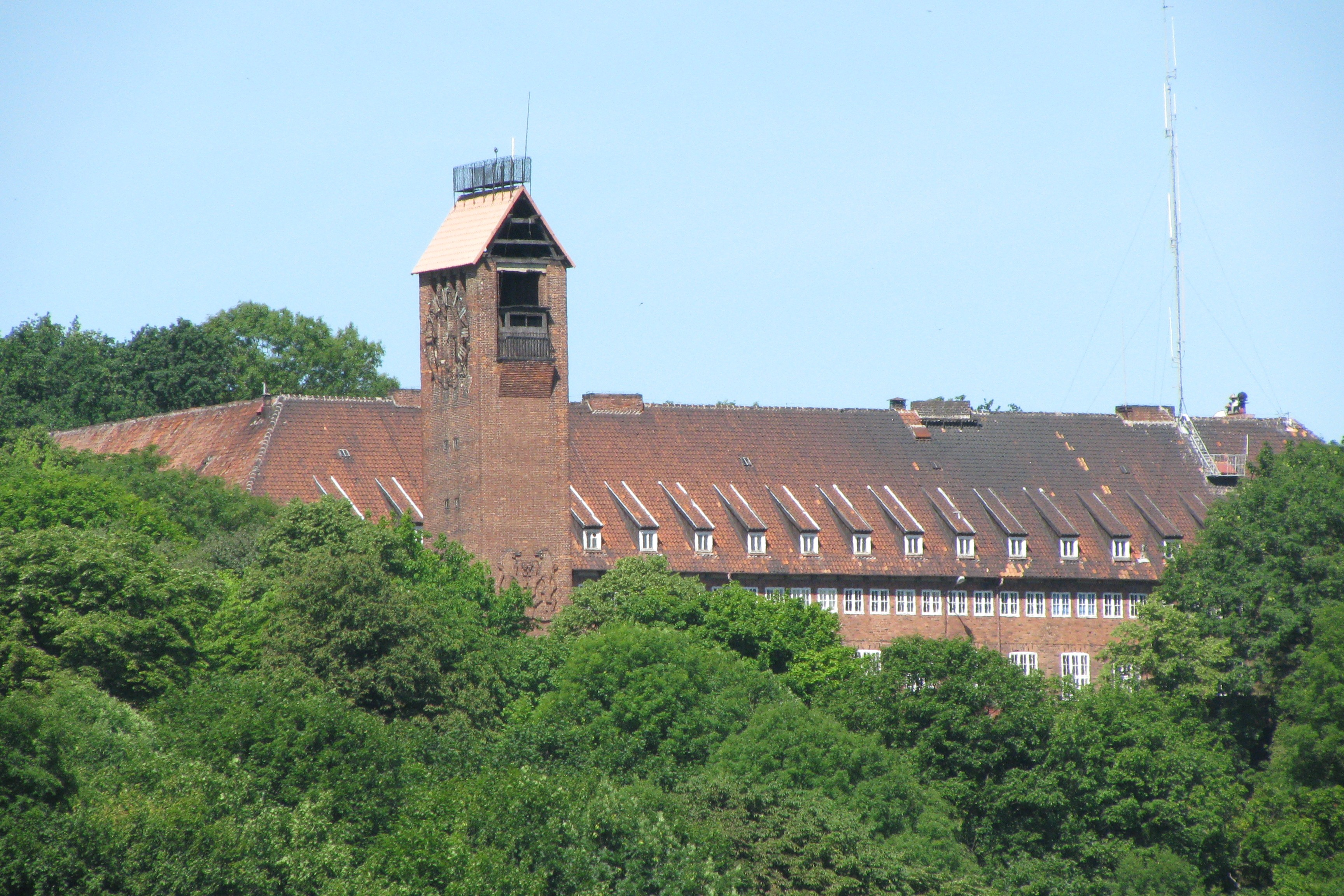
Gmach dawnego schroniska młodzieżowego z wieżą zegarową

W latach 1938–1939 na szczycie powstał gmach Schroniska młodzieżowego im. Pawła Beneke z wieżą zegarową o wysokości 25 m, która stała się dominantą Biskupiej Górki. Obiekt ten wzorowany był na zamku w Lidzbarku Warmińskim.
W latach 1919–1939 na Biskupiej Górce mieszkał Brunon Zwarra.
Prawdopodobnie przed 1937 ulica Biskupia (niem. Große Berggasse) została przemianowana na ulicę Biskupia Góra (niem. Bischofsberg).
W czasie II wojny światowej na terenie fortów mieścił się stalag, w którym przebywali jeńcy wojenni brytyjscy, francuscy, belgijscy i włoscy.
W marcu 1945 kierujący atakiem Armii Czerwonej na Główne Miasto gen. Paweł Batow urządził w tym miejscu punkt dowodzenia swojej 65. Armii.
4 lipca 1946 na terenie między Biskupią Górką a Chełmem dokonano publicznej egzekucji zbrodniarzy wojennych, skazanych na karę śmierci w tzw. pierwszym procesie załogi Stutthofu. Stracono wtedy 11 osób, w tym m.in.: Jenny-Wandę Barkmann, Elisabeth Becker, Wandę Kalff, Ewę Paradies, Johanna Paulsa i Gerdę Steinhoff.
W 1951 większa część terenu Biskupiej Górki została zamknięta i przejęta przez Ministerstwo Bezpieczeństwa Publicznego, następnie od 1957 przez Milicję Obywatelską. Od 1990 użytkownikiem terenu jest Policja. W 2013 zaproponowała ona miastu przejęcie poterny oraz dwóch schronów artyleryjskich z XIX wieku.
W latach 60. bez ekshumacji zlikwidowano cmentarz (zamknięty w 1946), a na jego terenie została zbudowana szkoła podstawowa. Pierwszy cmentarz – morowy – powstał w tym miejscu w 1620, a w XIX wieku, jako Cmentarz Zbawiciela, był drugim co do popularności cmentarzem Gdańska po cmentarzu Bożego Ciała. Mniejszy cmentarz – parafii świętego Jana – znajdował się między Cmentarzem Zbawiciela a kaplicą menonitów.
W 1981 r. osunęła się skarpa wzniesienia (skutek działania wód podskórnych), czyniąc szkody w budynkach przy ul. Spadzistej i Zaroślak; wydarzenie to opisuje materiał Polskiej Kroniki Filmowej pt. Inwazja skarpy.
Od kilku lat dzielnica staje się polem wzmożonej aktywności społecznej. Władze miasta realizują ponadto rewitalizację techniczną osiedla.

## Obiekty zabytkowe[21]i interesujące

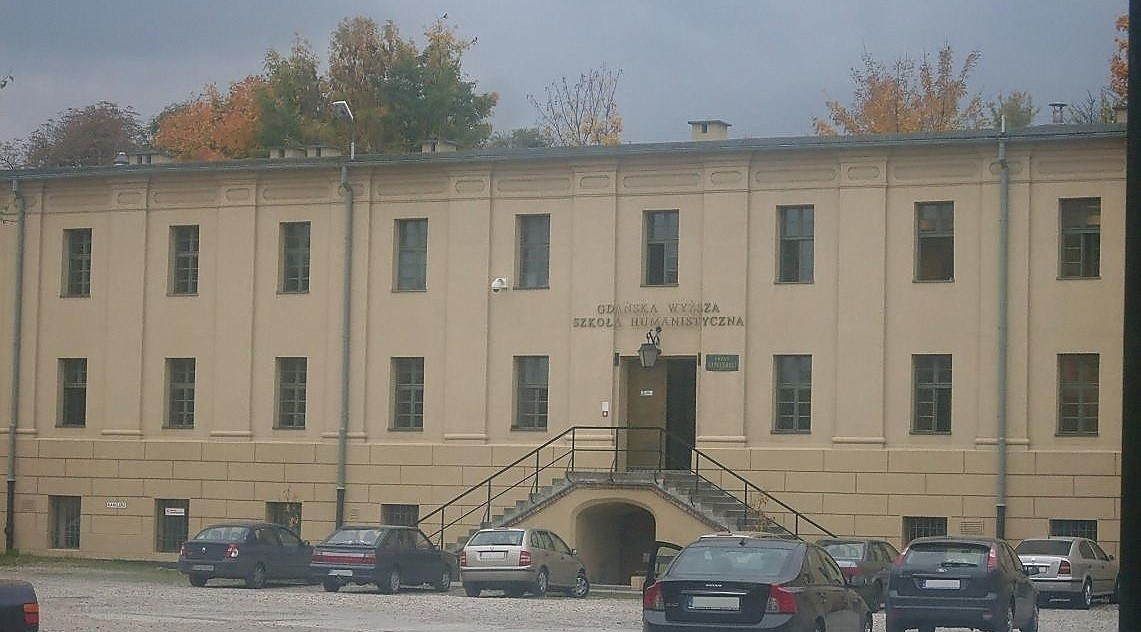
Główny budynek koszarowy Reduty Koszarowej

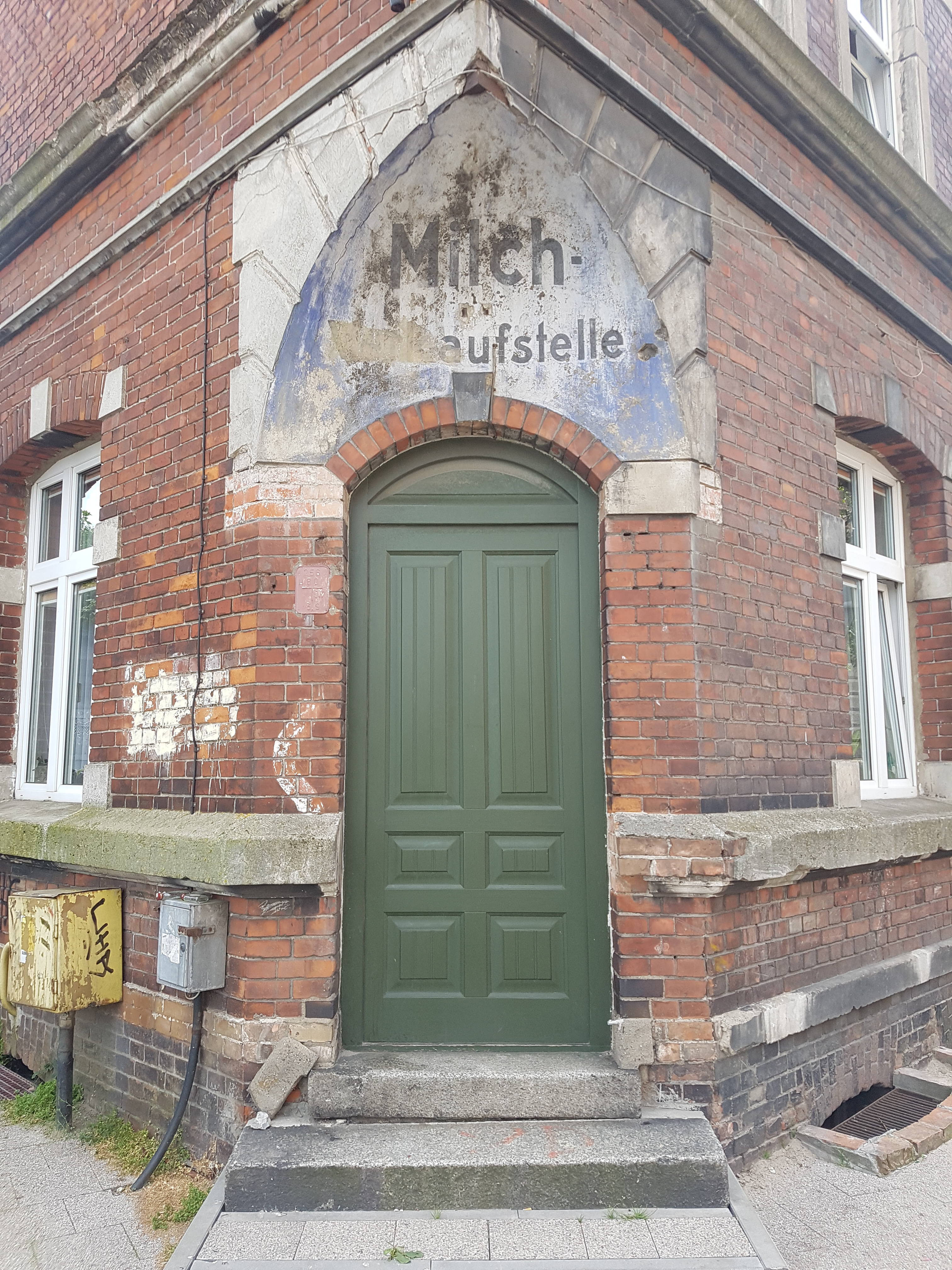
Punkt sprzedaży mleka ("Milch Verkaufsstelle")

- Fortyfikacje ziemne – zbudowane w pierwszej połowie XVII wieku, później przebudowywane: Bastiony Zbawiciela, Pośredni i Ostroróg, Lunety Cafarellego i Delzous. Choć mocno porośnięte drzewami i przez to mało widoczne, zachowały się one do dzisiaj.
- Reduta Koszarowa – zbudowana w latach 1828–1833 na miejscu dawnego Szańca Szwedzkiego, w nawiązaniu do niezrealizowanych planów francuskich z lat 1811–1812. Wystrój architektoniczny budowli (w stylu klasycystycznym) zatwierdzany był przez Karla Friedricha Schinkla. Jest to założenie na planie trapezu, z trzema skrzydłami kazamatowych koszar z bomboodpornym stropem, pierwotnie otoczone od zewnątrz fosą flankowaną przez dwie kaponiery oraz osłonięte drogą krytą i stokiem. Główny budynek koszarowy ma trzy kondygnacje, przy czym pierwotnie w skrzydle środkowym była jeszcze jedna kondygnacja, ale rozebrano ją podczas remontu w latach 1873–1875. Od strony wschodniej (skarpy, zwróconej w kierunku miasta) redutę zamyka mur obronny, przerwany dwiema bramami, przed którymi dawniej znajdowały się mosty zwodzone. W połowie długości muru stoi budynek oficerski. Naprzeciw południowej bramy znajduje się wejście do podziemnej klatki schodowej (obecnie nieczynnej), prowadzącej do stóp wzniesienia. Obecnie obiekt jest siedzibą Gdańskiej Szkoły Wyższej[22].
- Zespół pomennonicki – zbudowany w 1818 (obecnie zbór Kościoła Zielonoświątkowego w Gdańsku), u północnego podnóża Biskupiej Górki.
- Dawne Schronisko młodzieżowe im. Pawła Beneke (niem. Paul Beneke Jugendgherberge) – kamień węgielny położono 26 lipca 1938, obiekt otwarto 21 marca 1939. Ceglany, nietynkowany gmach nawiązujący do stylu „starogermańskiego” (oraz do zamków krzyżackich) projektował Hans Richter (ur. 1882, zm. 1971). Ma on formę czworoboku z wewnętrznym dziedzińcem i dodatkowo wieżę widokowo-zegarową. Na wieży zamontowano carillon z 20 dzwonami. W południe mechanizm uruchamiał teatr modeli – walkę okrętów „Piotr z Gdańska” Paula Benekego oraz „Święty Tomasz”. W momencie otwarcia obiekt uchodził za największe schronisko młodzieżowe Europy, oferujące 500 miejsc noclegowych w pokojach i dodatkowe 800 w salach kilkudziesięcioosobowych. Po wojnie obiekt służył od 1948 jako dom studencki, od 1 września 1951 jako ośrodek szkolenia Ministerstwa Bezpieczeństwa Publicznego, a w 1957 przeszedł na własność Komendy Wojewódzkiej MO. Obecnie należy do Komendy Wojewódzkiej Policji. W 2016 przystąpiono do rekonstrukcji mechanizmu zegarowego[23], który uruchomiono 10 lipca 2017 łącznie z iluminacją czasomierza[24].
- Historyczne kamienice – w przeważającej części pochodzące z lat 1890–1905.
- Fragmenty przedproży, pochodzące z gdańskiego Głównego Miasta i przeniesione tu w XIX wieku (skrzyżowanie ulic Biskupiej i Na Stoku).

## Dzielnica mieszkalna
Opadające w kierunku Kanału Raduni stoki Biskupiej Górki były zabudowywane co najmniej od XVI wieku. Kształtujące się przedmieście określano aż do XIX wieku nazwą „Czarne Morze” (niem. Schwarzes Meer) od nazwy znajdującego się tu niewielkiego „oczka” wodnego, później nazwa „Biskupia Górka” upowszechniła się także dla dzielnicy mieszkaniowej. Stopniowo powstało tu kilka ulic, z których obecnie istnieją dwie większe (ul. Biskupia, ul. Na Stoku) i dwie mniejsze (ul. Salwator, ul. Mennonitów).
Kilka innych ulic, w tym zwłaszcza ul. Stawki, zlikwidowano po II wojnie światowej w związku z budową szerokopasmowej trasy W-Z. Dzielnica uległa stosunkowo niewielkiemu zniszczeniu w 1945 i do dziś zachowało się w niej sporo budynków z XIX wieku i pierwszej połowy XX wieku.

## Punkt widokowy
Z wieży dawnego schroniska rozciąga się panorama Gdańska; jest to najwyższy, choć rzadko dostępny, punkt widokowy w rejonie Śródmieścia. Biskupia Górka to jedno z dwóch (obok Grodziska) miejsc, z którego z upodobaniem przez wieki portretowano miasto. Najstarsza znana panorama Gdańska z tego miejsca powstała w latach 1592/1593 i jest przypisywana Antonowi Möllerowi. Później rytowane bądź malowane widoki Gdańska z Biskupiej Górki tworzyli także Aegidius Dickmann (1617), Matthäus Deisch (1765), a w XIX wieku m.in. Johann Carl Schultz, Friedrich Eduard Meyerheim, Gustav Schönleber. Od drugiej połowy XIX wieku powstał także szereg fotografii dokumentujących Gdańsk z tego wzgórza.